# Kniepertie

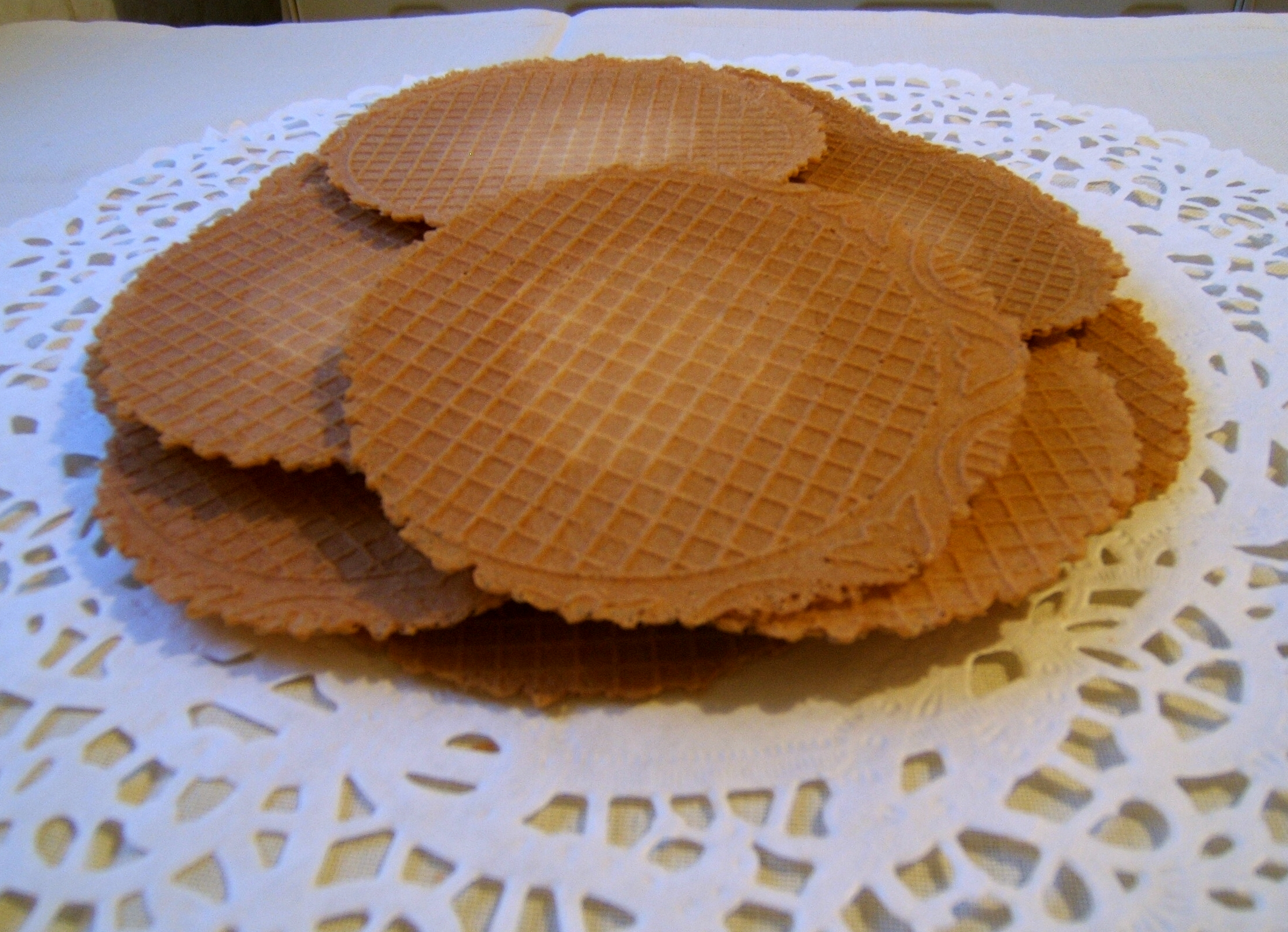
Kniepertie

Een kniepertie, knijpertje, kniepertje, of soms ijzerkoek is een zoete, dunne harde wafel die traditioneel rond de jaarwisseling wordt gebakken en gegeten in Drenthe (knieperties, iezerkoekies), Groningen (kniepertjes, kniepkoukies), Twente, de Achterhoek (kniepertjes, knieperkes) en Salland.

## Geschiedenis
Wafels waren al langer bekend, maar pas in de 15e eeuw ging men onderscheid maken tussen gewone wafels en oubliewafels. De zoete, dunne oebliewafels hebben zich vermoedelijk vanuit Frankrijk en de Zuidelijke Nederlanden over andere delen van Europa verbreid. In Spanje en de Latijns-Amerikaanse landen vormen dunne wafels, oblea, barquillo of cuchuflí genoemd, het hoofdbestanddeel van een bekend nagerecht. Twee wafels worden bestreken met zoete pasta, honing of marmelade en tegen elkaar gedrukt. De wafel kan ook worden opgerold en gevuld. De Italiaanse variant wordt ferratella of pizella, op Sicilië cannolo genoemd en is wat dikker.

## Bakproces
Knieperties worden - net als ouwels en oubliewafels - gebakken in speciale wafelijzers. Vroeger waren dit smeedijzeren knijpijzers die boven het haardvuur werden verwarmd. Nu worden elektrische wafelijzers gebruikt. Het gebruik van wafelijzers gaat terug op de ijzers waarmee in de middeleeuwen hosties werden gebakken. Oudere wafelijzers zijn vaak versierd met kunstige patronen of met de initialen van het bruidspaar dat het ijzer bij het huwelijk cadeau kreeg.
Zowel platte wafels als rolletjes worden het hele jaar door commercieel geproduceerd en ook buiten de traditionele streken gegeten; een bekende fabrikant was Jac. Vegter B.V. van o. a. de Vegters rolletjes. Dit bedrijf is in 2018 failliet gegaan, de productie van de rolletjes is overgenomen door Hollandia Matzes.
Vroeger deed men meer suiker in het beslag. De wafel wordt vooral in de wintermaanden gegeten. Men dacht dat het goed was om veel te eten om je weerstand te verhogen. Veel suiker was dan ook goed.
Knieperties lijken op oubliehoorns die gebruikt worden voor schepijs. Het recept is echter anders: het is zoeter en wordt gemaakt met kaneel. Direct na het bakken, als het baksel nog warm is, kan het rond een stokje opgerold worden. Na afkoelen blijft een knapperig, hol rolletje over, dat door sommige mensen volgespoten wordt met slagroom. Anderen verkiezen een platgehouden kniepertie.

## Oprollen

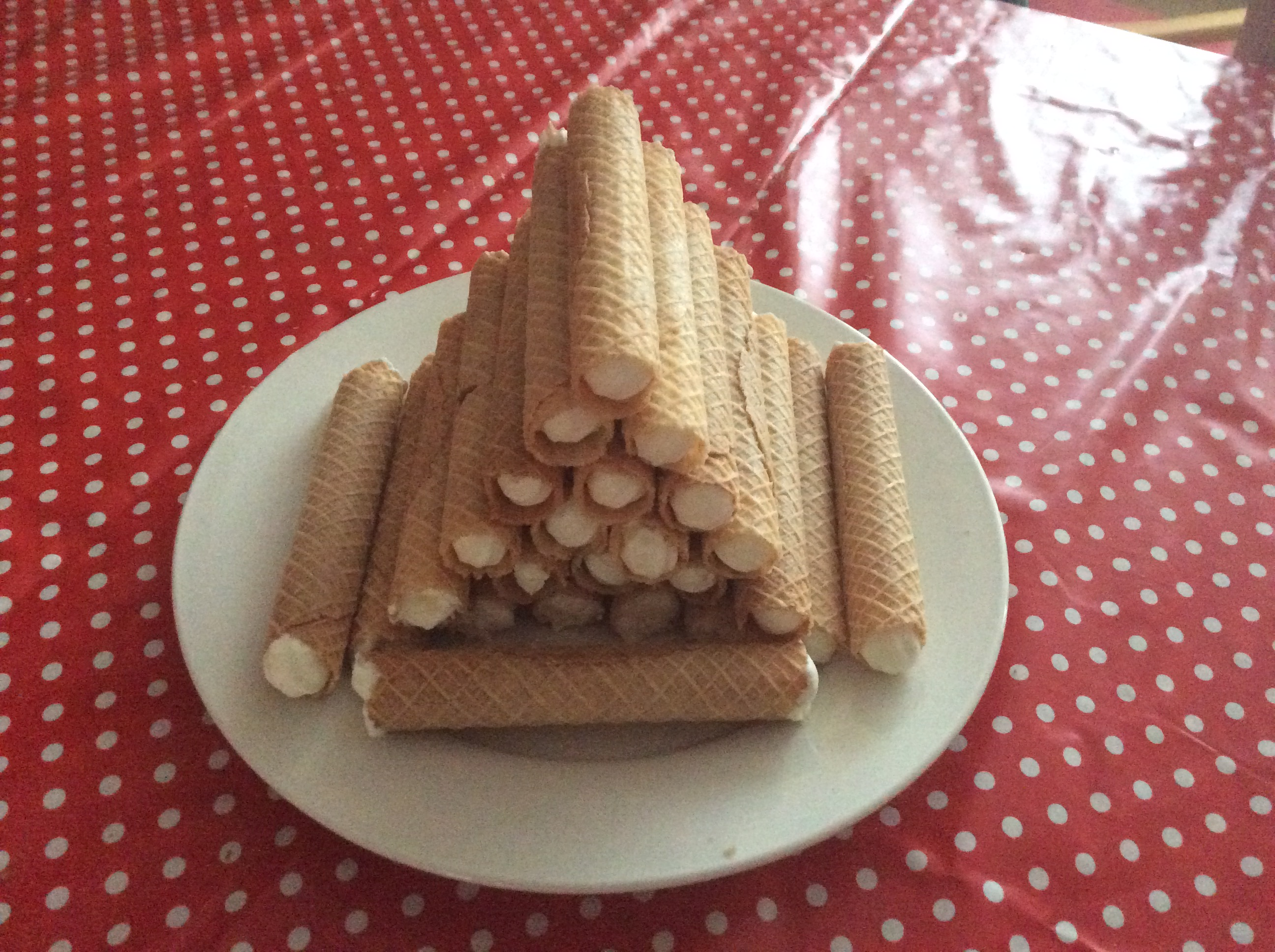
Nieuwjaarsrolletjes

Er zijn verschillende streekgebonden tradities. In sommige streken eet men alleen platte kniepertjes, in andere streken alleen opgerold. Weer andere streken eten de wafeltjes in december plat, als kniepertie gepresenteerd te worden, en vanaf nieuwjaarsdag als nieuwjaarsrolletje (of rolletje of rollechie(n)) gepresenteerd. De gedachte hierachter is dat in december het oude jaar zich volledig heeft ontvouwen; op nieuwjaarsdag symboliseert het rolletje het onbekende nieuwe jaar, een nieuwgeboren baby in zijn windselen. Maar ook de tegenovergestelde traditie komt voor waarin juist het oude jaar door het rolletje en het nieuwe jaar door het platte wafeltje gesymboliseerd wordt. De platte versie wordt vooral in Drenthe en in de noordwesthoek en Salland van Overijssel gezien, de opgerolde versie meer in Groningen, Twente en de Achterhoek.
De platte koekjes kennen soms een andere receptuur dan de rolletjes. Beide worden in eenzelfde wafelijzer bereid. Het koekjesbeslag is een soort deeg. Dit wordt in kleine bolletjes gerold die vervolgens in het ijzer geplaatst worden. Na enkele minuten is het wafeltje gaar en kan het uit het ijzer verwijderd worden om af te koelen en plat gegeten te worden. Rolletjes worden gemaakt van een vloeibaar beslag dat in het ijzer wordt geschonken. Na korte tijd wordt het uit het ijzer gehaald en vlug rond een houten stokje opgerold tot een rolletje. Eenmaal afgekoeld kan het desgewenst opgevuld worden met slagroom.

## Gelijksoortige wafels in andere landen
De zoete, dunne wafel is ook elders in Europa bekend, bijvoorbeeld in Duitsland als Hippe of Eisenkuchen en in Noorwegen als krumkake - een opgerolde en gevulde wafel die vooral bij het Kerstdiner wordt gegeten. In Zwitserland worden deze wafels bricelets genoemd. Een andere variant is de oubliewafel of oplatka (Duits: Oblate), die in Polen, Slowakije, Litouwen en delen van Italië eveneens op Kerstavond wordt genuttigd. De zoete oubliewafels of ouwels uit Karlsbad, gemaakt volgens een in 1859 gepatenteerd recept, zijn beroemd en worden gerekend tot het nationale erfgoed van Tsjechië. In Zuid-Afrika kent men dergelijke wafels onder de naam oblietjies, die op dezelfde manier als kniepertjes in een speciaal wafelijzer worden gebakken.

## IJzerkoekenoproer
- In Coevorden werden in vroeger tijden de ijzerkoeken uitgedeeld aan minderbedeelden. In 1770 werd een poging gedaan dit gebruik te verbieden, wat leidde tot het IJzerkoekenoproer.

## Galerij

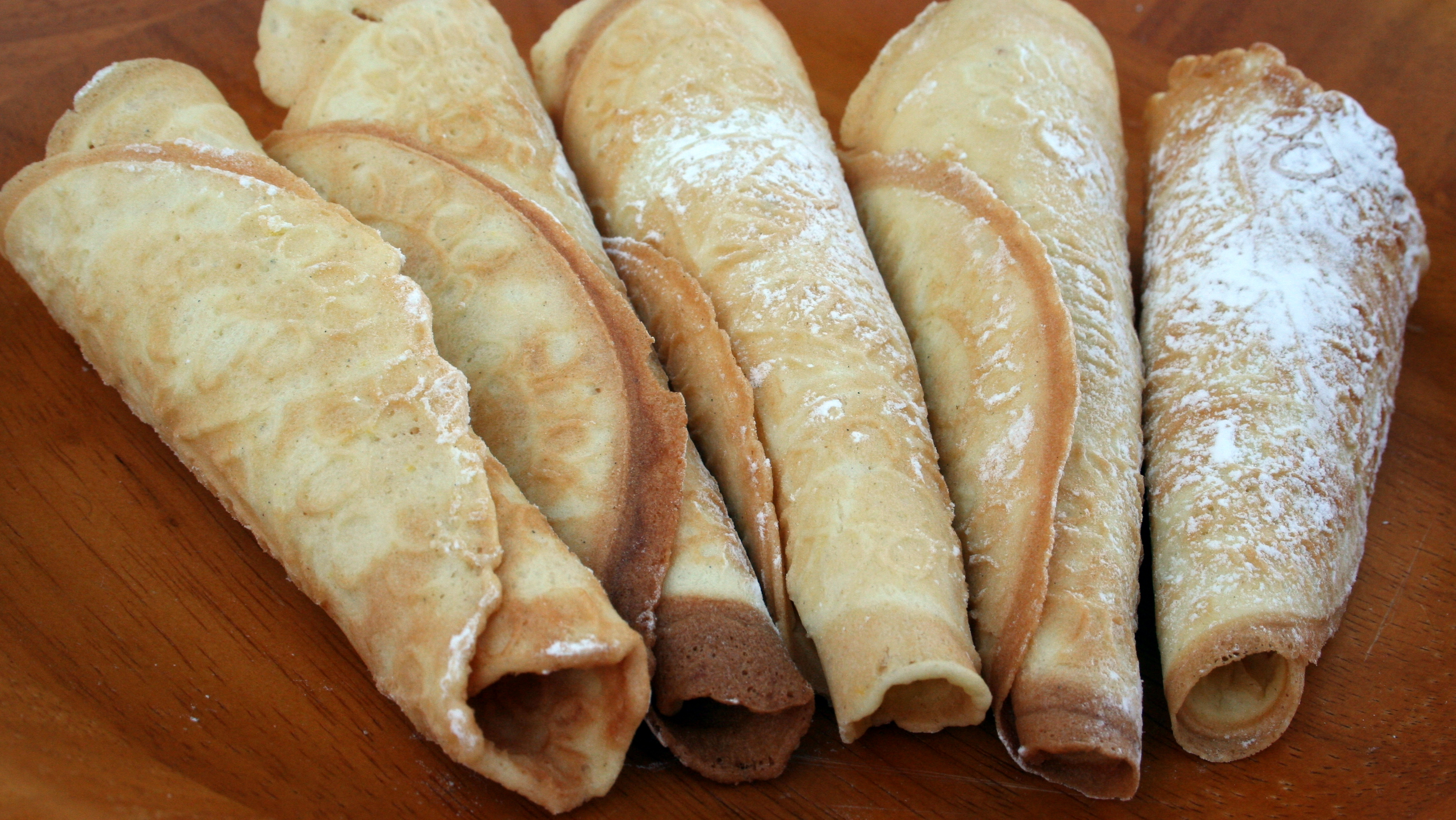
Rolletjes
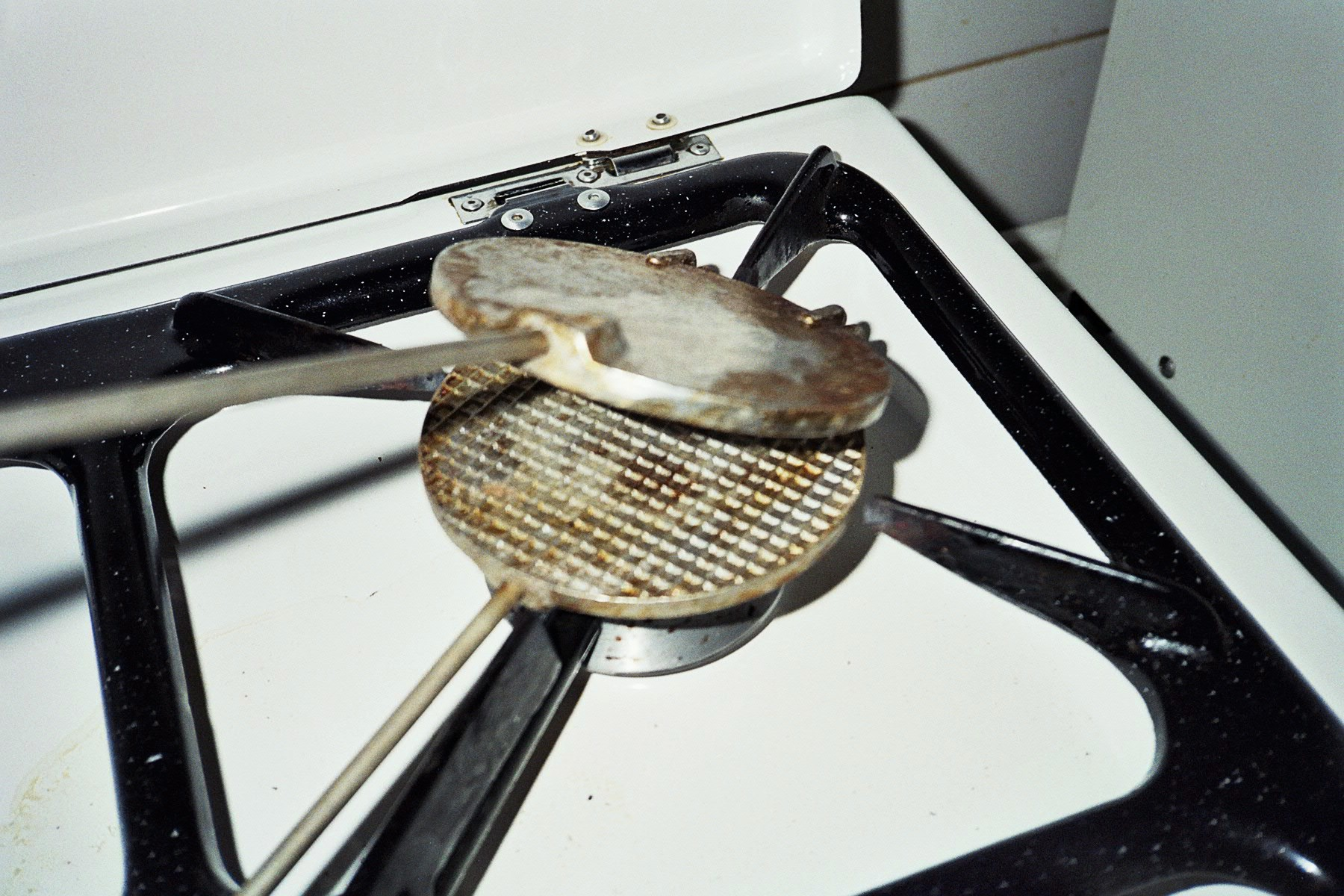
Kniepertiesijzer
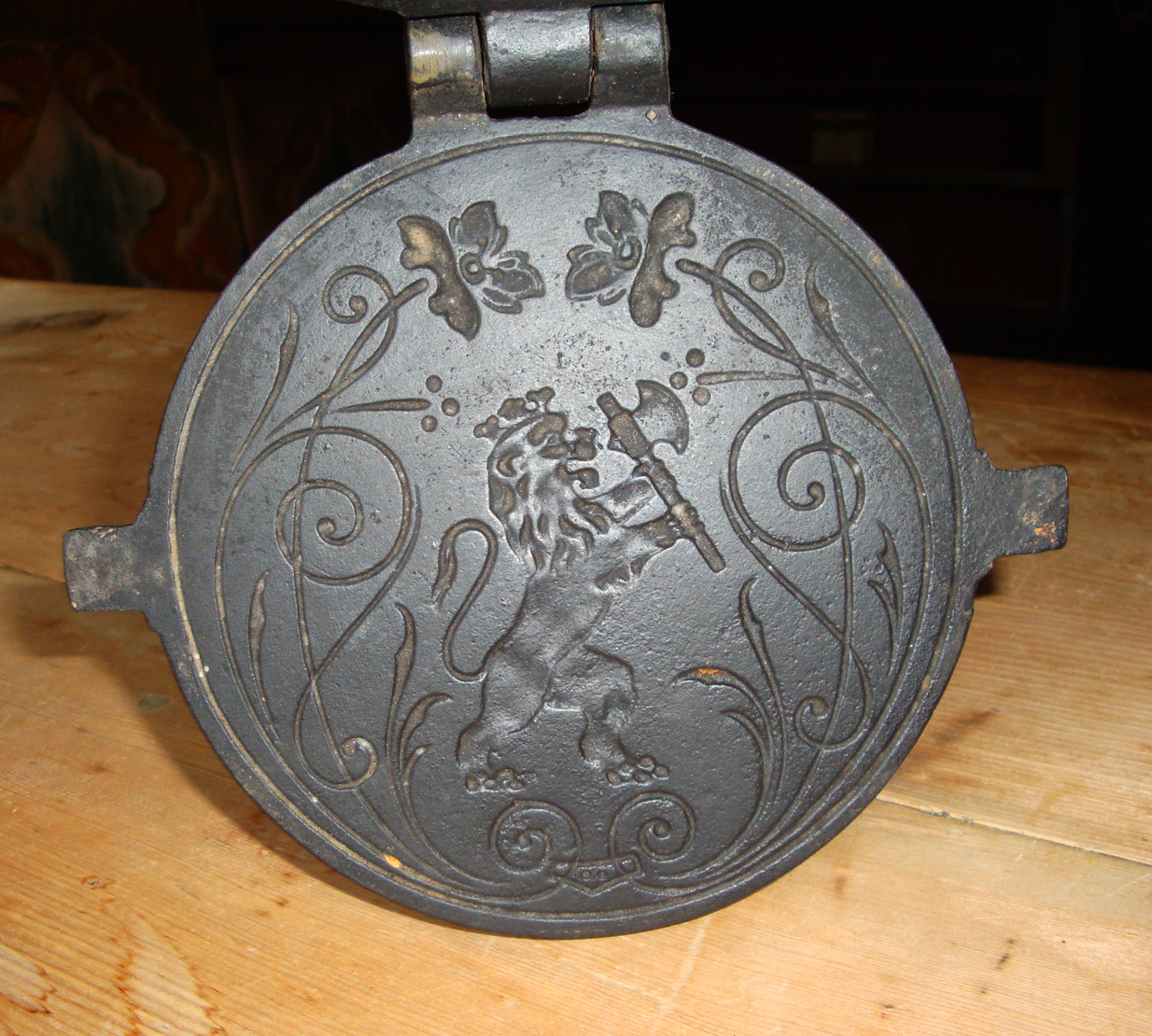
Versierd wafelijzer
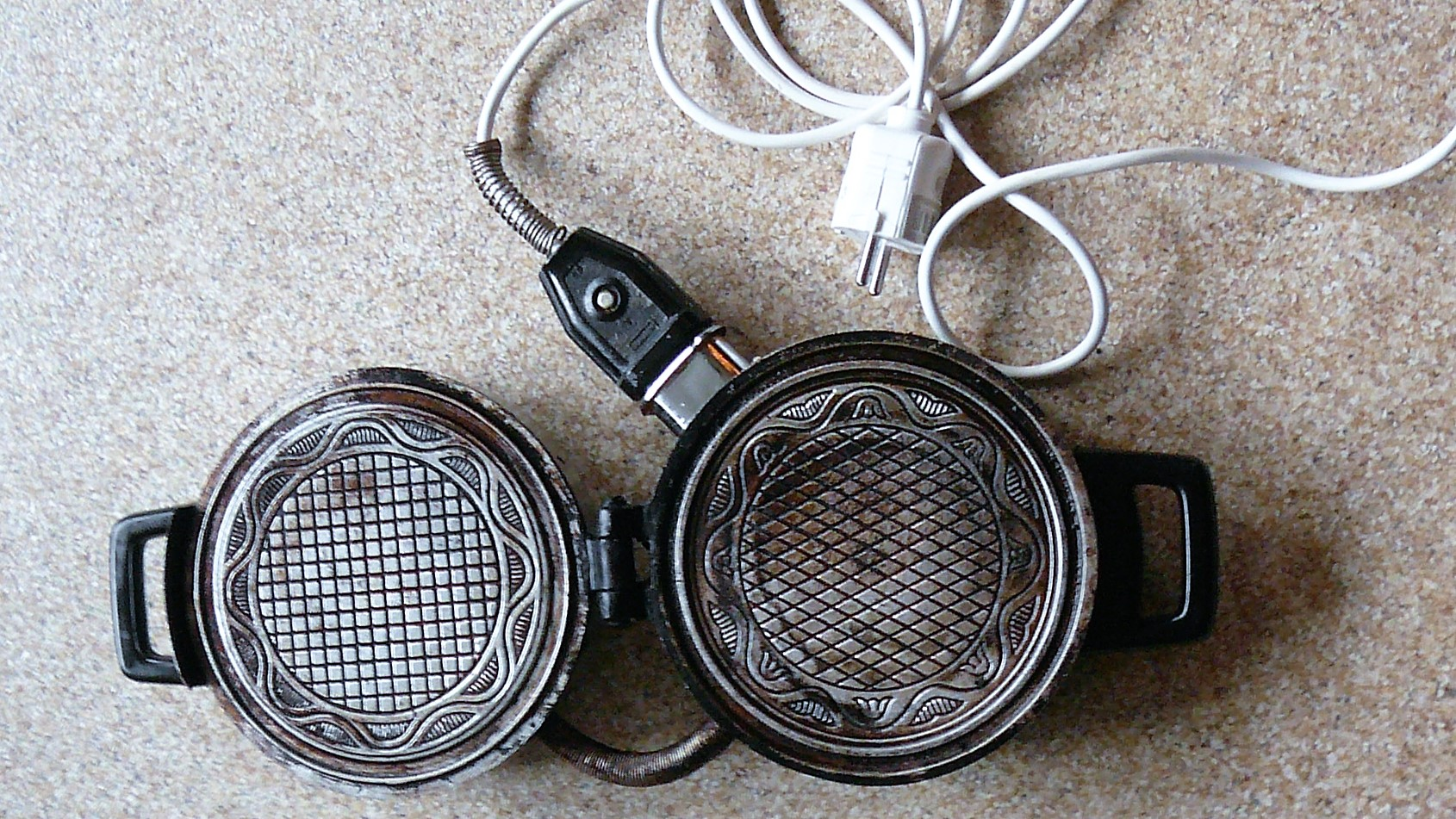
Elektrisch wafelijzer